# 겔리디엘라과
겔리디엘라과(Gelidiellaceae)는 진정홍조강 우뭇가사리목에 속하는 홍조식물과의 하나이다. 6속 33종으로 이루어져 있다.

## 하위 속
- Echinocaulon
- 겔리디엘라속 (Gelidiella)
- Huismaniella
- Millerella
- Parviphycus
- Perronella'